# Hanne Skyumová
Hanne Skyumová (nepřechýleně Hanne Skyum; * 10. března 1961 v Bordingu) je dánská tkadlena, vizuální umělkyně a fotografka.

## Životopis
Umělkyně žije na poloostrově Alsic, Kegnæs, ale po mnoho let má výchozí bod v Rudme na Midtfynu. Je členkou umělecké skupiny Dansk Gobelinkunst a řadu let je také předsedkyní sdružení De fynske kunstneres forårsudstilling (Funenská jarní výstava umělců).
Motivy Hanny Skyumové jsou abstraktní a inspirované severským počasím.

## Ceny a ocenění
- 1996 Nadace Hielmstierne-Rosencroneske
- 1998 Pamětní stipendium Gerdy Henningové
- 1999 Statens Kunstfond
- 2000 stipendium Andrey Jensena (princ Jørgen). Jubilæumsfond z roku 1968 od Danmarks Nationalbank
- 2008 Statens Kunstfond